# Dani Freitas
Daniela Freitas (Río de Janeiro, 2 de octubre de 1988) es una deportista brasileña, practicante de bodyboard, y presentadora de televisión. Fue bicampeona mundial de la modalidad en 1996 y en 1997. Daniela también es practicante del fisiculturismo.

## Carrera

### Surf
Daniela comenzó a surfear a los 13 años, con una plancha de bodyboard que ganó en Natal, sin pretensiones de tornarse profesional. En los años de 1996 y de 1997 conquistó consecutivamente el título de campeona mundial de ese deporte.
En 2001, dejó de competir profesionalmente en surf, y retornando en 2005. En 2006, conquistó el segundo lugar en el Circuito Americano de Bodyboard.
En 2007, venció en la última etapa del Circuito Mundial de Bodyboard, en Pipeline, en Hawái.

### Fisiculturismo
En 2008, venció en la competición de fisiculturismo Stingrey Classic, en la categoría general, realizada en Waikiki, Hawái.

## Ensayos
En julio de 2006, Daniela fue tapa de la revista Sexy. La atleta ya había sido invitada a posar en 1997, cuando conquistó el segundo título mundial, sin embargo se negó en esa ocasión.

## Vida personal
Daniela está casada con el hawaiano, también surfista, Lanson Ronquillo, con quien tiene dos hijos.